# Chuang Ťien-sin
Chuang Ťien-sin (čínsky 黄建新, pinyin: Huáng Jiànxīn; narozen 14. června 1954) je čínský filmový režisér. Patří k čelným představitelům 5. generace čínských filmařů. Do české distribuce se dostal jeho film Nevěsta dřevěného muže (1994).